# Clifford Irving (écrivain)
Pour les articles homonymes, voir Irving.
Ne pas confondre avec Clifford Irving, homme politique mannois
Clifford Michael Irving, né le 5 novembre 1930 à New York et mort le 19 décembre 2017 à Sarasota en Floride, est un journaliste d’investigation et écrivain américain.

## Biographie
Clifford Irving est surtout connu pour avoir réalisé une fausse autobiographie, non traduite en français, d’Howard Hughes. Le récit de cette supercherie est narré dans le film Faussaire, mais il y est aussi fait allusion dans le film F For Fake (1974) d'Orson Welles dans lequel apparaît Clifford Irving.

### Mort
Clifford Irving est mort d'un cancer du pancréas le 19 décembre 2017 dans une maison de soins palliatifs près de sa résidence à Sarasota en Floride.

## Œuvre

### Œuvre traduite en français
- Défi à la mort [« The Death Freak »], avec Herbert Burkholz, trad. de Pierre Buffet, Paris, Éditions Gallimard, coll. « Hors série Littérature », 1979, 288 p.  (ISBN 2-07-028703-3)

### En anglais
- On a Darkling Plain (1956)
- The Losers (1958)
- The Valley (1960)
- The 38th Floor (1965)
- The Battle of Jerusalem (1967)
- Spy (1968)
- Fake: the story of Elmyr de Hory: the greatest art forger of our time[3] (1969)
- Autobiography of Howard Hughes (1971)
- The Death Freak (1976)
- The Sleeping Spy (1979)
- The Hoax (1981)
- Tom Mix and Pancho Villa (1981)
- The Angel of Zin (1983)
- Trial (1987)
- Daddy's Girl: The Campbell Murder Case A True Tale of Vengeance, Betrayal, and Texas Justice (1988)
- Final Argument (1990)
- The Spring (1995)
- Boy on Trial (2004)
- Clifford Irving's Prison Journal, aka Jailing (2012)
- Bloomberg Discovers America (2012)